# Elsie Baker

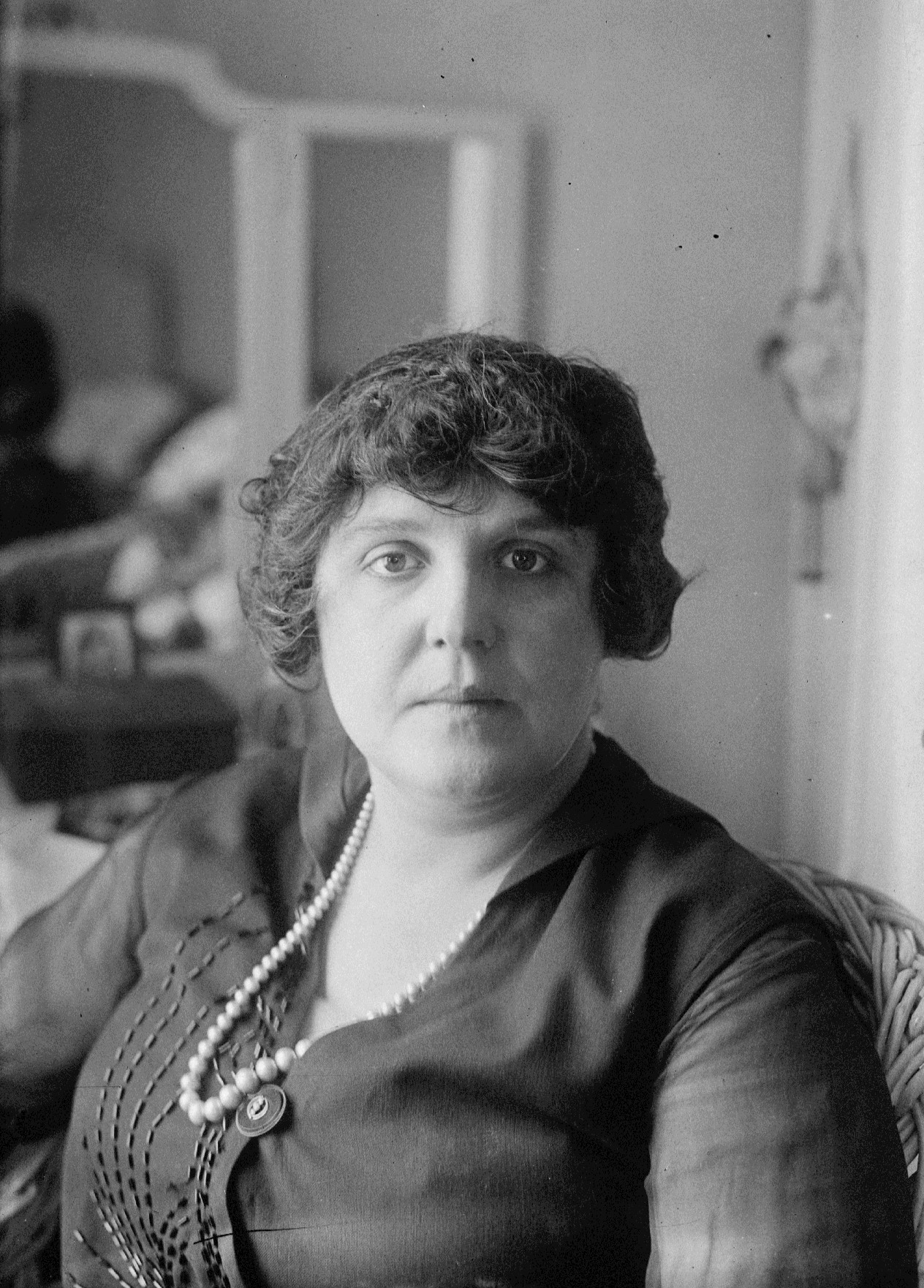
Elsie Baker. Fotografische Aufnahme entstanden zwischen 191 0 und 1920.

Elsie Baker, auch Elsie West Baker (* 27. September 1886 in Philadelphia, Pennsylvania; † 28. April 1958 in Manhattan, New York City) war eine Altistin und Rezitatorin aus den Vereinigten Staaten, deren Tonaufnahmen auf den zur damaligen Zeit gebräuchlichen Schellackplatte zu den beliebtesten der akustischen Ära gehörten.

## Biographie
Elsie Baker wurde am 27. September 1886 als Tochter von Carrie Ella, geb. Greene und William Drinker Baker in Philadelphia, Pennsylvania geboren. Sie entstammte einer Musikerfamilie, die früh ihre musische Begabung förderte.
Ihre musikalische Karriere, in der zur damaligen Zeit neu entstehenden Musikindustrie, begann mit Einspielungen von Darbietungen für die Hersteller von Phonographenwalzen. Hierunter fielen unter anderem die Unternehmen Thomas A. Edison, Inc. North American Phonograph Company und Indestructible Phonograph Record Company. Auf den nachfolgenden, von Emil Berliner erfundenen Schellackplatten veröffentlichte Baker für die Labels Columbia, Zonophone und Victor. Bei letzterem avancierte sie zu einer der bedeutendsten Sängerinnen und war infolgedessen auf vielen Veröffentlichungen – hierunter fallen die Black und Blue Labels sowie das Red Seal Label – der Victor Talking Machine Company zu hören.
Elsie Baker verstarb am 28. April 1958 in Manhattan, New York City, jenem Ort an dem sie zuletzt lebte, unverheiratet, nach langer Krankheit, wie einem kurzen Nachruf in der New York Times entnommen werden konnte. Die kirchliche Bestattung fand am 30. April des gleichen Jahres in der Presbyterian Church Chapel – West 73rd Street – statt.

### Pseudonyme
Wie viele Musikschaffende jener Zeit anonymisierte Baker ihre Beteiligungen an Aufnahmen für Unternehmen der damaligen Musikbranche, denen daran gelegen war ein möglichst ausgedehnteres Portfolio an Darbietungen präsentieren zu können, um hierdurch eine in Wirklichkeit nicht existierende Exklusivität vorzutäuschen. Infolgedessen ist Baker auch als Edna Brown, Nora Walson und Mabel West auf Veröffentlichungen zu vernehmen.

## Tondokumente
Die erste Aufnahme tätigte Elsie Baker für die Thomas A. Edison, Inc. die ihre Veröffentlichung im März des Jahres 1912 auf einer vier Minuten Amberol Phonographenwalze mit dem Titel Cradle Song, fand, gefolgt von der Einspielung Pickaninny's Lullaby im Mai des gleichen Jahres, angekündigt in Edison Phonograph Monthly.